# 귀수
귀수(鬼宿)는 동아시아의 별자리인 이십팔수의 하나이다. 남방주작 7수(宿) 중 두 번째에 해당된다.
서양 별자리의 게자리의 일부에 해당된다.

## 귀수에 속한 별자리
귀수에 속한 별자리들은 다음과 같다.
| 별자리       | 한자         | 별 개수 | 위치   |
| ------------ | ------------ | ------- | ------ |
| 귀, 여귀     | 鬼, 輿鬼     | 4       | 게자리 |
| 적시, 적시기 | 積尸, 積尸氣 | 1       |        |
| 관           | 爟           | 4       |        |
| 천구         | 天狗         | 7       |        |
| 외주         | 外廚         | 6       |        |
| 천사         | 天社         | 6       |        |
| 천기         | 天紀         | 1       |        |

## 참고 문헌
- 권근 외, 『천상열차분야지도』, 서운관(書雲觀), 1395
- 이문규, 《고대 중국인이 바라본 하늘의 세계》, 문학과 지성사, 2000
- 이순지 저, 김수길.윤상철 역,《천문류초》, 대유학당, 1998
- 박창범, 《하늘에 새긴 우리역사》, 김영사, 2002